# صرخة (فلم 2022)
الصرخة (بالإنجليزية: Scream) هو فيلم تقطيع أمريكي قادم وهو الجزء الخامس من سلسلة أفلام الصرخة.الفيلم من إخراج مات بيتينيلي أولبين وتايلر غيليت وكتابة جيمس فاندربلت.
بدأ تصوير الفيلم في 22 سبتمبر 2020، وعرض في 14 يناير 2022.